# يان توميتا
يان توميتا (باليابانية: ヤン富田) هو موسيقي ومنتج أسطوانات وملحن ياباني، ولد في 17 أكتوبر 1952 في طوكيو في اليابان.

## وصلات خارجية
- يان توميتا على موقع ميوزك برينز (الإنجليزية)
- يان توميتا على موقع أول ميوزيك (الإنجليزية)
- يان توميتا على موقع ديسكوغز (الإنجليزية)